# Работтини, Маттео
Матте́о Работти́ни (итал. Matteo Rabottini; род. 14 августа 1987, Пескара, Абруцци) — итальянский профессиональный шоссейный велогонщик, выступавший  в 2011-2014 годах за команду Farnese Vini–Selle Italia, с 2016 года в команде Meridiana–Kamen. Горный король Джиро д’Италия 2012 года.

## Карьера
Маттео Работтини, сын профессионального велогонщика восьмидесятых Лусиано Рабботини, начал заниматься велосипедным спортом с ранних лет, а в 2006 году подписал контракт с любительской командой Aran Cucine, за которую выступал четыре года. Главной победой для него стало звание чемпиона Италии среди гонщиков, не достигших 23 лет, которое он завоевал в 2009 году. Этот результат позволил ему провести 2010 год в качестве стажера в профессиональной команде Lampre-ISD.
В 2011 году Работтини подписал профессиональный контракт с континентальной командой Farnese Vini–Selle Italia, в составе которой дебютировал на Джиро, которую завершил на итоговой 112-й позиции. В этом же году Маттео одержал первую профессиональную победу, став сильнейшим на пятом этапе Тура Турции.
В 2012 году Работтини второй раз принял участие на Джиро. На этот раз он стал одним из героев гонки. Одиночным восьмидесятикилометровым отрывом, несмотря на падение на одном из спусков, он выиграл горный 15-й этап от Бусто-Арсицио до Лекко и стал обладателем синей майки лучшего горняка. На 20-м этапе Работтини ещё раз участвовал в отрыве, набрал дополнительные горные очки и стал таким образом лучшим горным гонщиком Джиро.

## Личная жизнь
6 июня 2012 года в семье Маттео Работтини и его супруги Флавии родился сын - Диего.